# 尤里·莱唐
尤里·莱唐（葡萄牙語：Iúri Leitão，1998年7月3日—），葡萄牙男子自行车运动员，2021年世界场地自行车锦标赛男子淘汰赛银牌得主、2023年世界场地自行车锦标赛男子全能赛金牌得主。